# Florence (Mississippi)
Florence is een plaats (town) in de Amerikaanse staat Mississippi, en valt bestuurlijk gezien onder Rankin County.

## Demografie
Bij de volkstelling in 2000 werd het aantal inwoners vastgesteld op 2396.
In 2006 is het aantal inwoners door het United States Census Bureau geschat op 3225, een stijging van 829 (34,6%).

## Geografie
Volgens het United States Census Bureau beslaat de plaats een oppervlakte van
15,2 km², geheel bestaande uit land. Florence ligt op ongeveer 98 m boven zeeniveau.

## Plaatsen in de nabije omgeving
De onderstaande figuur toont nabijgelegen plaatsen in een straal van 20 km rond Florence.

## Geboren
- Tate Reeves (1974), gouverneur van Mississippi